# Germania (Schiff, 1863)
Die Germania war ein Glattdeckdampfer der Großherzoglich Badischen Staatseisenbahnen (BadStB) mit Heimathafen Konstanz, der 1863 in Dienst gestellt wurde.
Die Germania war das erste Schiff, das die Großherzoglichen Staatseisenbahnen im Jahr der Übernahme der Konstanzer Dampfschiffahrtsgesellschaft für den Bodensee und Rhein 1863 in Dienst stellten. Das elegante Schiff hatte einen Klipperbug und verkehrte vorwiegend auf dem Überlinger See zwischen Konstanz und Ludwigshafen.
1876 erhielt die Germania einen neuen Kessel. Von Anfang September 1890 bis November 1891 wurde das Schiff in Konstanz modernisiert. Dabei wurde das Deck zwischen den Radkästen überdacht, ein Steuerhaus aufgebaut und ein geschlossener Rauchsalon eingerichtet. 
Nachdem sich um die Jahrhundertwende bereits moderne Salondampfer im Einsatz befanden, wurde die Germania in die Reserve gestellt. Bis 1914 verkehrte sie noch regelmäßig auf der Strecke Konstanz–Unteruhldingen. 1915 sollte das Schiff durch einen Neubau ersetzt werden, der aber kriegsbedingt nicht verwirklicht wurde. Weil sich eine Restaurierung nicht lohnte, wurde die Germania 1917 ausgemustert und im Herbst abgebrochen.